# Один монарх — один девиз правления
Один монарх — один девиз правления (кит. 一世一元制, пиньинь yīshì yīyuán zhì, палл. и-ши и-юань чжи; яп. 一世一元の制 иссэй итигэн-но сэй) — система в монархиях Восточной Азии, по которой монарх-правитель имеет право устанавливать только один неизменный девиз для своего прижизненного правления.

## Краткие сведения
Система девизов правления происходит из Китая. Согласно этой системе, император, считавшийся повелителем пространства и времени, имел право изменять девизы своего правления во время природных и социальных катаклизмов с целью получения небесной благодати и успокоения Поднебесной. Установка же новой системы «один монарх — один девиз» должна была служить символом стабильности императорского правления и его независимости от потрясений. Новой системы придерживался с 1368 году Чжу Юаньчжан, основатель династии Мин, а также императоры династии-преемницы Цин.
В Корее система «один монарх — один девиз» была внедрена в конце правления династии Чосон. 15 ноября 1895 года корейский ван издал приказ о внедрении этой системы, которая вступила в силу со следующего года, вместе с принятием григорианского календаря и нового девиза правления «Конян» (кор. 건양). Ещё через год, в 1897 году, Чосон переименовали в Корейскую империю (кор. 대한제국), а старый девиз сменили на «Кванму» (кор. 광무). Эта система просуществовала в Корее до японской аннексии последней в 1910 году.
В Японии система «один монарх — один девиз» была введена во время реставрации Мэйдзи. Японское правительство приняло эту систему 23 октября 1868 по настоянию Ивакуры Томоми. Старый императорский девиз Кэйо заменили на новый — Мэйдзи. С тех пор по названию девизов стали называть японских императоров и отсчитывать годы их правления. Система «один монарх — один девиз» была закреплена законодательно в старом Законе об императорском доме и правительственных постановлениях. После вступления в силу Конституции Японии 1947 года они не имели юридической силы. Их положения относительно системы девизов были восстановлены в «Законе о девизах императорского правления» от 1979 года.
Во Вьетнаме система «один монарх — один девиз правления» была внедрена с 1802 года.